# Johanna II av Burgund

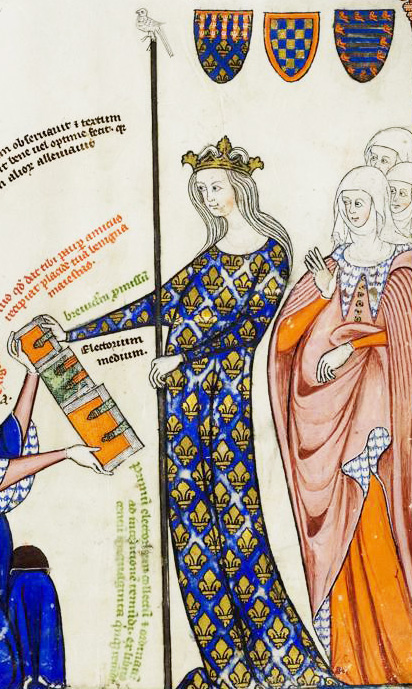
Johanna II av Burgund

Johanna II av Burgund, född 15 januari 1292, död 21 januari 1330, var en drottning av Frankrike och Navarra genom gifte med kung Filip V av Frankrike, och själv fransk vasall så som regerande pfalzgrevinna av Burgund 1303-1330 och regerande grevinna av Artois 1329-1330.

## Biografi
Johanna var dotter till greve Otto IV av Burgund och grevinnan Matilda I av Artois. Hon blev år 1307 gift med den franske kungens andre son, den blivande Filip V. Hon blev då svägerska till sin syster, Blanche av Burgund, som gifte sig med kungens tredje son Karl. 
Äktenskapet hade arrangerats 1295, och i samband med detta hade hennes far gett henne sitt eget rike, grevedömet Burgund i hemgift: det gjorde hennes yngre bror, som föddes några år senare, arvlös. Johanna hade därför blivit regerande grevinna av Burgund vid sin fars död 1303. Hennes mor regerade Burgund i hennes ställe: först under Johannas minderårighet och sedan, efter giftermålet, under hennes frånvaro vid franska hovet.
År 1314 blev hennes syster Blanche och deras svägerska, kronprinsessan Marguerite, dömda och fängslade för äktenskapsbrott under Tour de Nesle-skandalen. Johanna anklagades för att ha känt till saken och placerades i husarrest. Hon fick dock stöd av både sin mor och av sin make, som vägrade att förskjuta henne, och frikändes året därpå. 
År 1316 blev hennes make kung efter sin barnlöse bror, och paret kröntes till kung och drottning av Frankrike 1317. 
Efter makens död 1322 lämnade hon det franska hovet och återvände till sin egen domän i Burgund. 1329 ärvde hon tronen i Artois efter sin mor. Vid hennes död ärvdes hennes troner av hennes dotter, som förenade grevedömet Burgund och hertigdömet Burgund genom sitt äktenskap. Johanna II grundade ett universitet i Paris genom sitt testamente.